# ジョシュ・タイモン
ジョシュ・タイモン（Josh Tymon、1999年5月22日 - ）は、イングランド・キングストン・アポン・ハル出身のプロサッカー選手。スウォンジー・シティAFC所属。ポジションはDF。

## 経歴

### クラブ
12歳で地元ハル・シティAFCのアカデミーに入団し、15歳の時にはU-18チームのレギュラーに定着した。2016年1月、FAカップのベリーFC戦でトップチームデビュー。11月のサンダーランドAFC戦でプレミアリーグ初出場。2017年1月、FAカップのスウォンジー・シティAFC戦で初ゴールを決めた。
2017年7月、ストーク・シティFCに移籍。
2023年9月1日、スウォンジー・シティAFCに移籍。

### 代表
年代別のイングランド代表歴があり、2017年にはトゥーロン国際大会に出場した。

## タイトル
U-20イングランド代表
- トゥーロン国際大会: 2017